# 頂天〜itadaki〜
頂天〜itadaki〜（ちょうてん〜イタダキ〜）は、プロレスリングBASARAが主催しているリーグ戦及びトーナメント戦。

## 第1回
内容
2ブロックに分かれたリーグ戦を2016年5月1日板橋グリーンホール大会から開催し勝ち抜いた各ブロック1位が2016年6月24日の新宿FACE大会での決勝戦に進出する。
参加者10名
- Aブロック
  - 木高イサミ＜3勝1敗6点＞ ※準優勝
  - 関根龍一＜2勝2敗4点＞
  - 久保佑允＜2勝2敗4点＞
  - SAGAT＜1勝3敗2点＞
  - 中津良太＜2勝2敗4点＞
- Bブロック
  - 福田洋＜3勝1敗6点＞ ※優勝
  - FUMA＜2勝1敗1分4点＞
  - 塚本拓海＜2勝1敗1分4点＞
  - 風戸大智＜2勝2敗4点＞
  - 竜剛馬＜0勝4敗0点＞

## 第2回
内容
2ブロックに分かれたリーグ戦を2017年5月4日豊中大会から開催し勝ち抜いた各ブロック1位が2017年7月5日の新宿FACE大会での決勝戦に進出する。Bブロックのトランザム★ヒロシとFUMAが同点となったため7月5日新宿大会でブロック代表者決定戦を行った。
参加者12名
- Aブロック
  - トランザム★リュウイチ＜5勝0敗10点＞ ※優勝
  - 関根龍一＜4勝1敗8点＞
  - 久保佑允＜3勝2敗6点＞
  - ベストストレッチマンV3＜1勝4敗2点＞
  - 塚本拓海＜2勝3敗4点＞
  - 中野貴人＜0勝5敗0点＞
- Bブロック
  - トランザム★ヒロシ＜3勝1敗1分7点＞
  - FUMA＜3勝1敗1分7点＞ ※準優勝
  - SAGAT＜2勝3敗4点＞
  - 木高イサミ＜3勝2敗6点＞
  - 竜剛馬＜0勝5敗0点＞
  - 中津良太＜3勝2敗6点＞

## 第3回
内容
本年よりトーナメント方式となり2018年5月23日新木場大会から開催し勝ち残った選手２名が2018年7月12日の新宿FACE大会での決勝戦に進出する。優勝した中津は2018年9月21日後楽園ホール大会で谷嵜なおきが持つユニオンMAX王座に挑戦。
参加者16名
- 中津良太 ※優勝
- FUMA ※準優勝
- トランザム★ヒロシ
- 瀧澤晃頼
- 竜剛馬
- 阿部史典
- 原学
- 中野貴人
- ヤス・ウラノ
- SAGAT
- 風戸大智
- 久保佑允
- 塚本拓海
- 藤田ミノル
- 関根龍一
- 木高イサミ

## 第4回
内容
2019年5月29日新木場大会から開催し勝ち残った選手２名が2019年7月7日の両国KFCホール大会での決勝戦に進出する。優勝したイサミが7月24日新木場大会の全プロデュース権を藤田に譲渡した。
参加者16名
- 木高イサミ ※優勝
- 藤田ミノル ※準優勝
- トランザム★ヒロシ
- 中野貴人
- 久保佑允
- 中津良太
- 下村大樹
- 塚本拓海
- ツトム・オースギ
- 阿部史典
- FUMA
- 風戸大智
- 神野聖人
- ヤス・ウラノ
- SAGAT
- 関根龍一

## 第5回
内容
ダブプロレスとの合同開催。2020年7月19日新木場大会の昼夜興行で1・2回戦を開催し勝ち残った選手4名が2020年7月26日のダブプロレスアゼリア大正大会での準決勝・決勝戦に進出する。
参加者16名
- 中津良太 ※優勝
- 谷嵜なおき ※準優勝
- 阿部史典
- "brother"YASSHI
- レイパロマ
- 塚本拓海
- グンソ
- SAGAT
- 木下亨平
- 下村大樹
- 内田祥一
- FUMA
- カブキキッド
- 関根龍一
- 木高イサミ
- 近野剣心

## 第6回
内容
2021年5月18日新木場大会から開催し勝ち残った選手2名が2021年7月7日の新宿FACE大会での決勝戦に進出する。
参加者16名
- 藤田ミノル ※優勝
- SAGAT ※準優勝
- 神野聖人
- 木高イサミ
- 久保祐允
- 中津良太
- 下村大樹
- FUMA
- 佐藤孝亮
- 風戸大智
- ヤス・ウラノ
- 中野貴人
- 阿部史典
- 野村卓矢
- 塚本拓海
- トランザム★ヒロシ

## 第7回
内容
2022年10月11日新木場大会から開催し勝ち残った選手2名が2022年11月8日の新木場大会での決勝戦に進出する。
参加者16名
- 阿部史典 ※優勝
- ヤス・ウラノ ※準優勝
- FUMA
- 下村大樹
- 中津良太
- トランザム★ヒロシ
- 藤田ミノル
- 木高イサミ
- バナナ千賀
- ツトム・オースギ
- リル・クラーケン
- SAGAT
- 中野貴人
- 風戸大智
- 塚本拓海
- 神野聖人

## 第8回
内容
2023年5月23日新木場大会から開催し勝ち残った選手２名が2023年6月27日の新木場大会での決勝戦に進出する。
参加者16名
- SAGAT ※優勝
- 中津良太 ※準優勝
- リル・クラーケン
- トランザム★ヒロシ
- 井坂レオ
- 下村大樹
- 風戸大智
- 木高イサミ
- 旭志織
- 中野貴人
- 藤田ミノル
- 吉野達彦
- FUMA
- 阿部史典
- 塚本拓海
- ヤス・ウラノ